# Franz Gürtner
Franz Gürtner est un homme politique allemand, né le 26 août 1881 à Ratisbonne (Royaume de Bavière) et mort le 29 janvier 1941 à Berlin.
Membre du Parti national du peuple allemand (le DNVP), il est ministre de la Justice de 1932 à 1941. Il est responsable de la coordination de la jurisprudence au sein du Troisième Reich.

## Biographie
Gürtner est le fils du conducteur de locomotive Franz Gürtner et de Marie Gürtner, née Weinzierl. Après avoir passé son baccalauréat en 1900 au Nouveau lycée (aujourd'hui lycée Albrecht-Altdorfer) de Ratisbonne, il étudie le droit à Munich en tant que boursier de la fondation Maximilianeum (de). Après huit semestres, il passe son examen universitaire en 1904. Il interrompt son service de préparation à la « faillite de l'État » bavarois pour effectuer son service militaire en tant que volontaire d'un an au 11e régiment d'infanterie royal bavarois (de). Après son deuxième examen d'État en 1908, il travaille d'abord comme syndic dans une association de brasseries munichoises. Le 1er octobre 1909, il entre dans la fonction publique au ministère de la Justice de Bavière (de) et s'occupe principalement des questions de personnel et de contrôle au cours des cinq années suivantes. Jusqu'en 1911, il est 3e procureur au tribunal de grande instance de Munich I (de) et, en janvier 1912, il est nommé juge au tribunal d'instance de Munich (de).
Devenu ministre de la justice de Bavière, le 8 novembre 1922, il approuve, le 21 décembre 1924, la libération sous conditions d'Adolf Hitler, alors emprisonné à la prison de Landsberg, pour le putsch de la Brasserie, à Munich. Hitler le recompensera en le nommant en 1933, ministre de la justice du Reich.
Il fournit officiellement des raisons juridiques pour une série d'actions criminelles dans le cadre de la montée au pouvoir de Hitler, notamment lors de la Nuit des longs couteaux. Son poste lui permit également de mettre la pression sur la justice concernant les arrestations politiques (Schutzhaft)